# Albuñol
Albuñol est une municipalité espagnole de la province de Grenade, communauté autonome d'Andalousie.

## Géographie

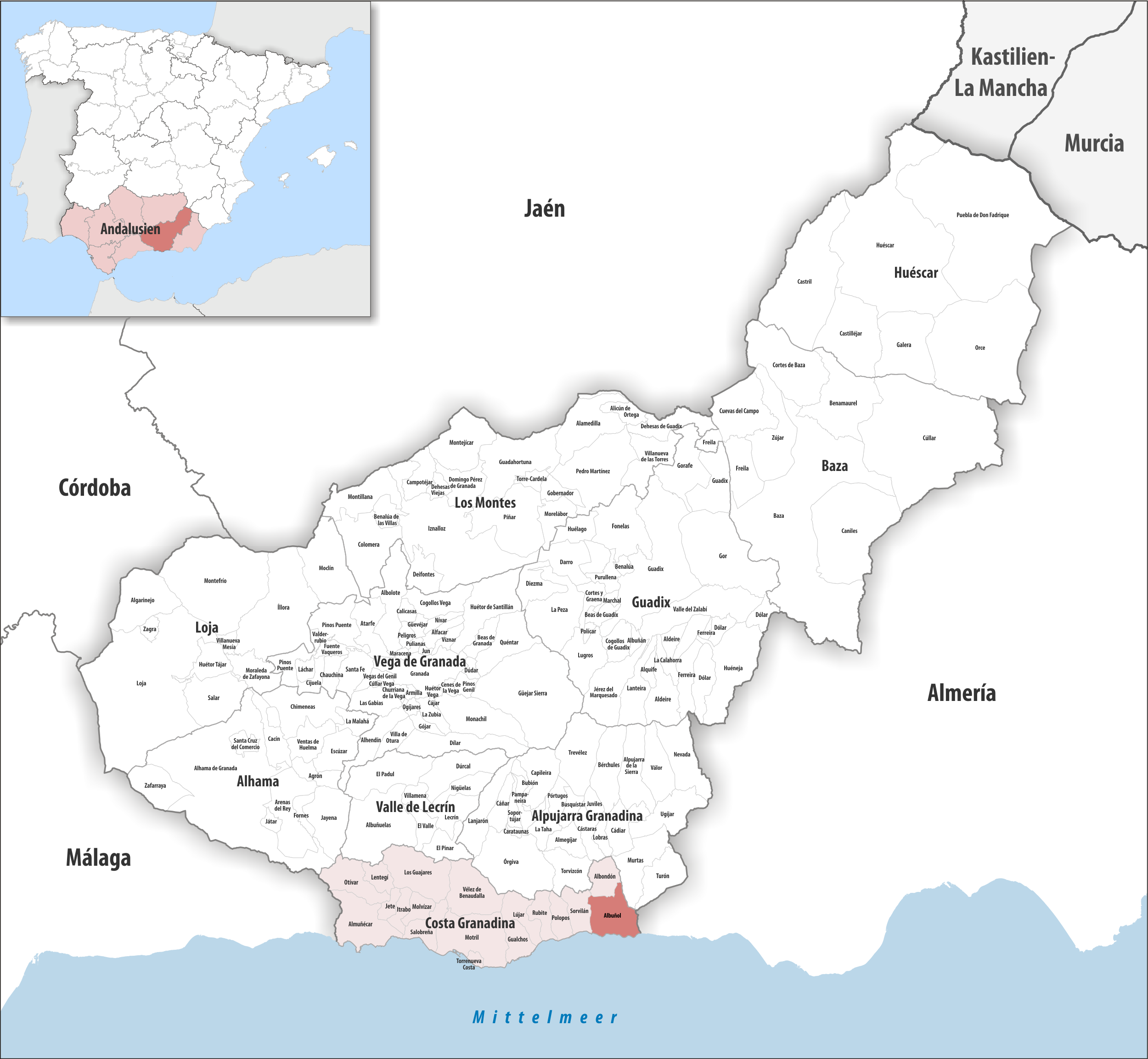
Albuñol dans la comarque Côte grenadine, province de Grenade / en Andalousie

### Localisation
La commune d'Albuñol se trouve au bord de la côte méditerranéenne au sud-sud-est de l'Espagne, dans le sud de la province de Grenade et à la pointe est de la comarque Côte grenadine (en espagnol Costa Granadina). Elle jouxte une commune de la province d'Almería : Adra, de la comarque Poniente almeriense.
Grenade est à 104 km nord-ouest ;
Almería à 82 km est ;
Madrid à 519 km nord ;
Malaga à 138 km ouest ;
Gibraltar à 276 km ouest-sud-ouest (distances par route).
Albuñol fait partie de l'Alpujarra, petite région entre la sierra Nevada au nord et la mer Méditerranée au sud, limitée à l'ouest par la sierra de Lujar (es) et à l'est par la sierra de Gádor.

### Communes limitrophes
Dans la province de Grenade, Albuñol jouxte deux communes de la comarque Alpujarra grenadine : Turón à l'est et Murtas au nord-est.

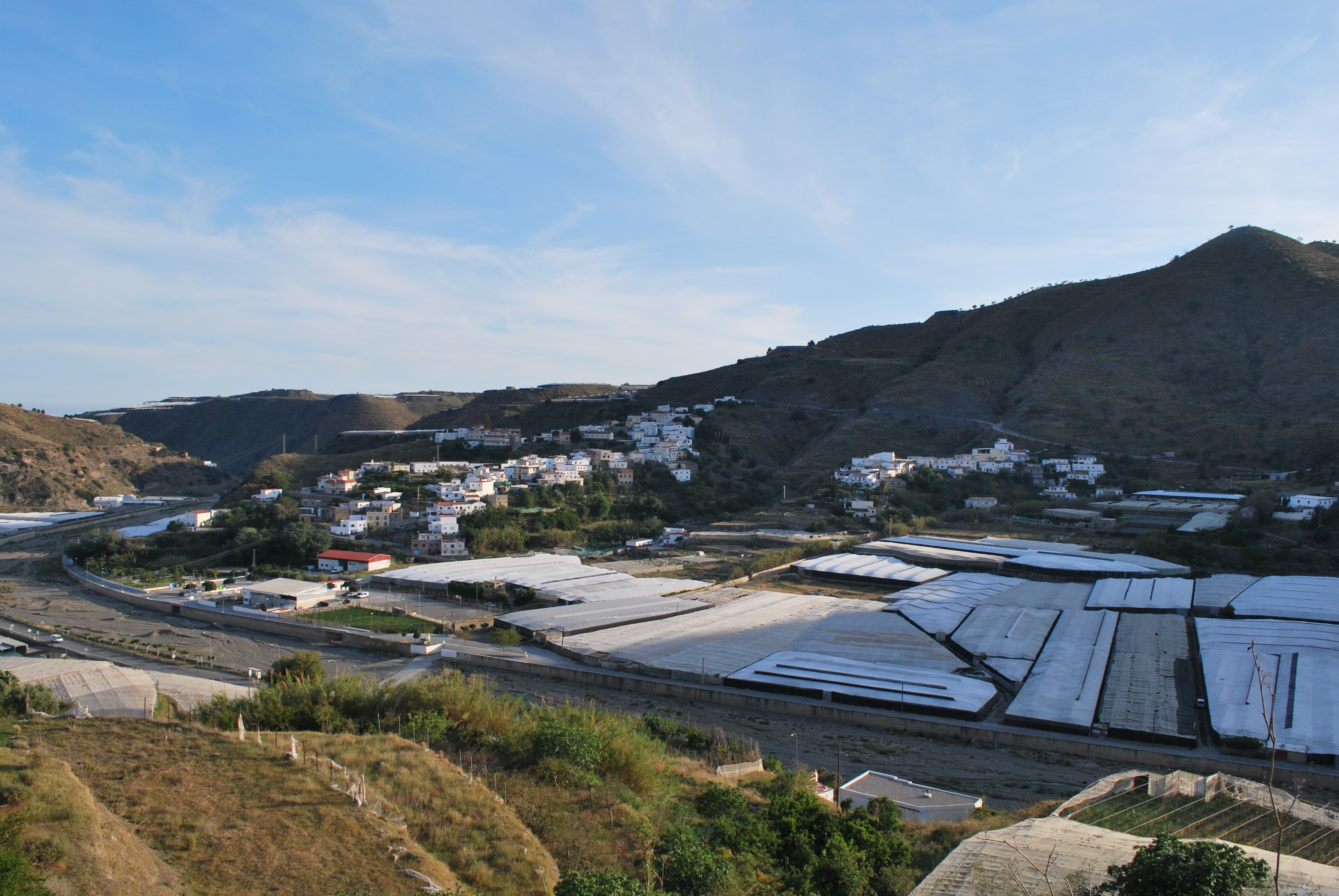
Villages de Los Castillas (à gauche) et Cortijo Bajo (à droite), vue vers le sud-ouest
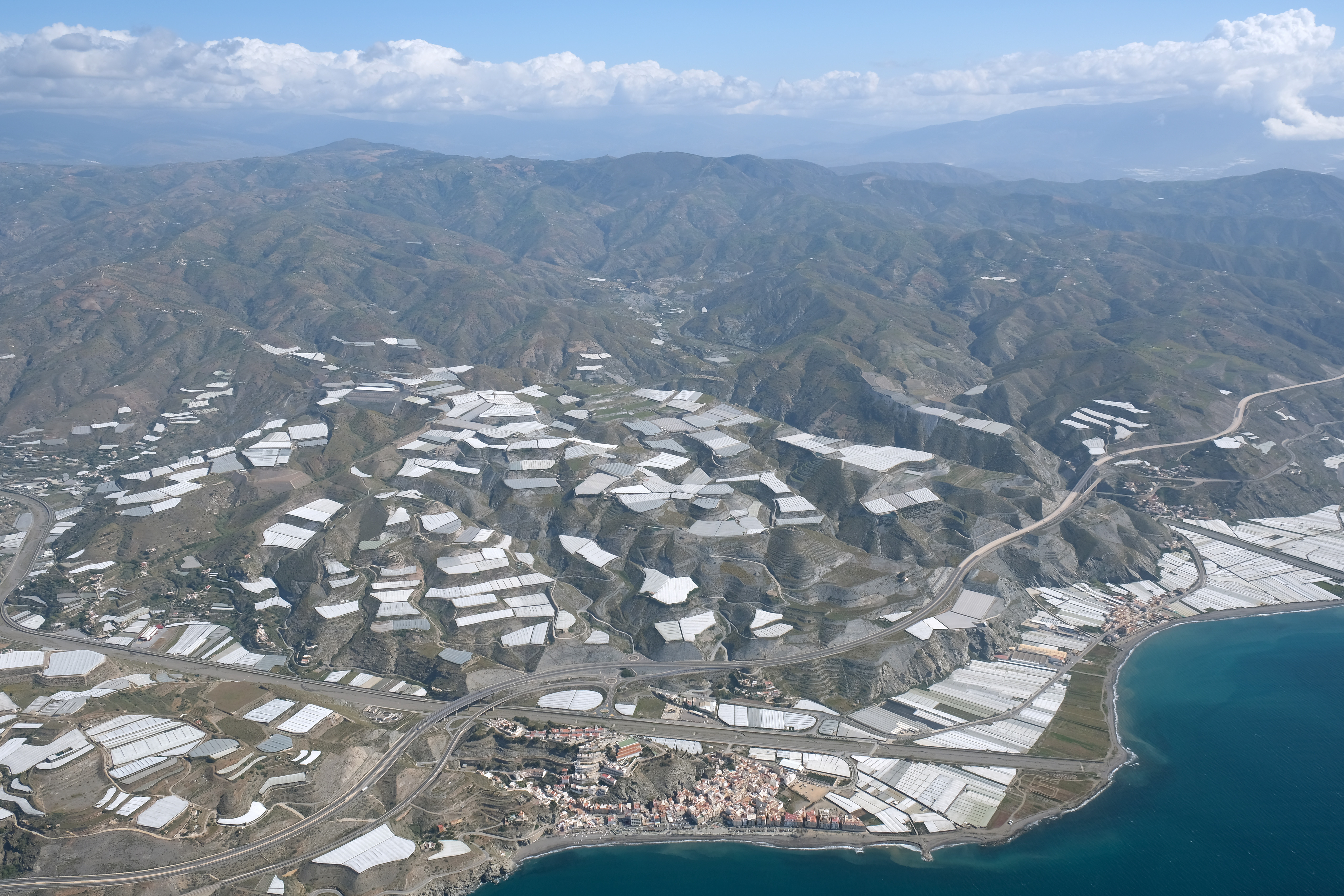
La Rábita, el Pozuelo un peu plus loin sur la côte, et la route vers le bourg d'Albuñol partant vers la gauche
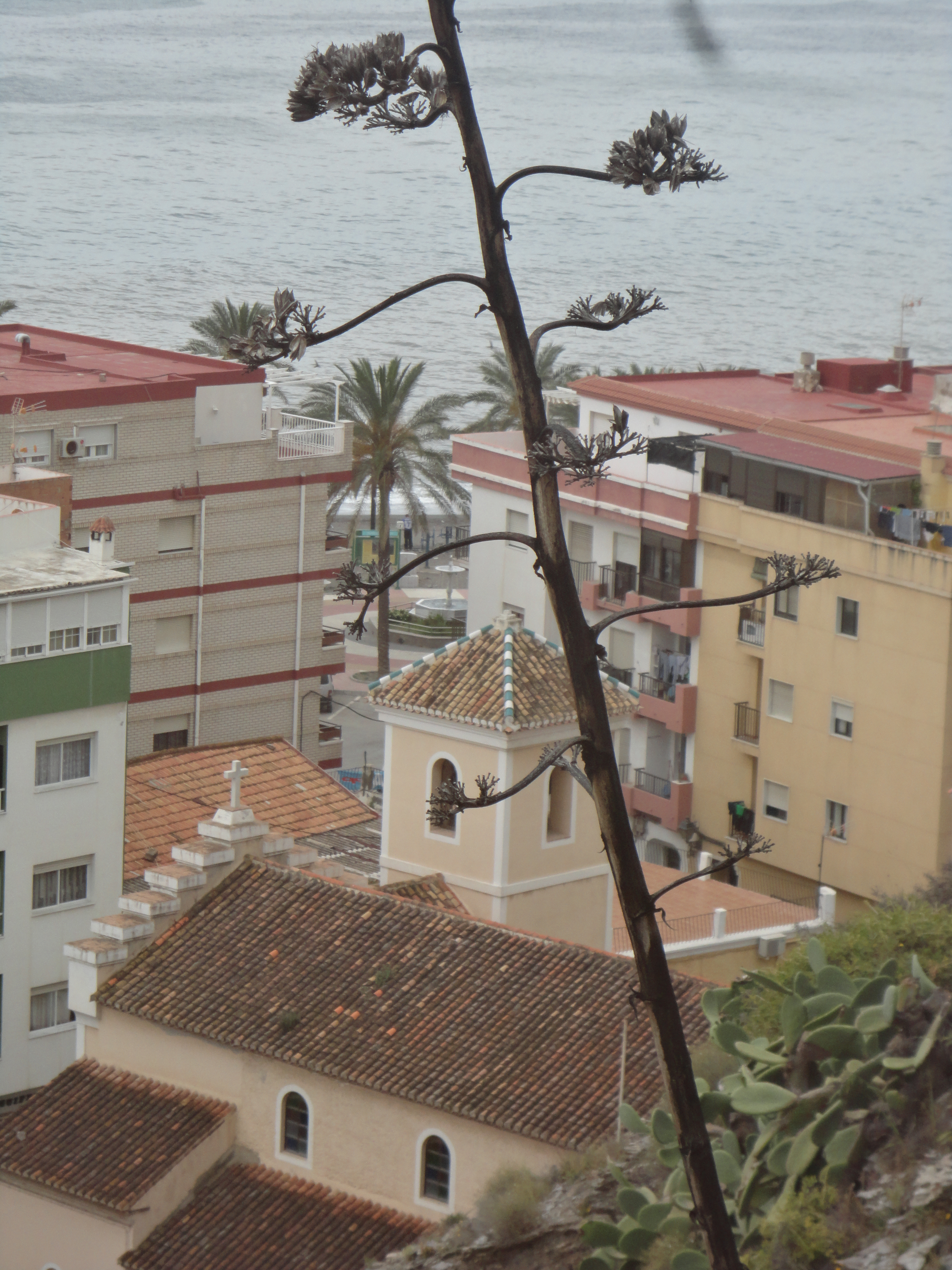
Église de La Rabita
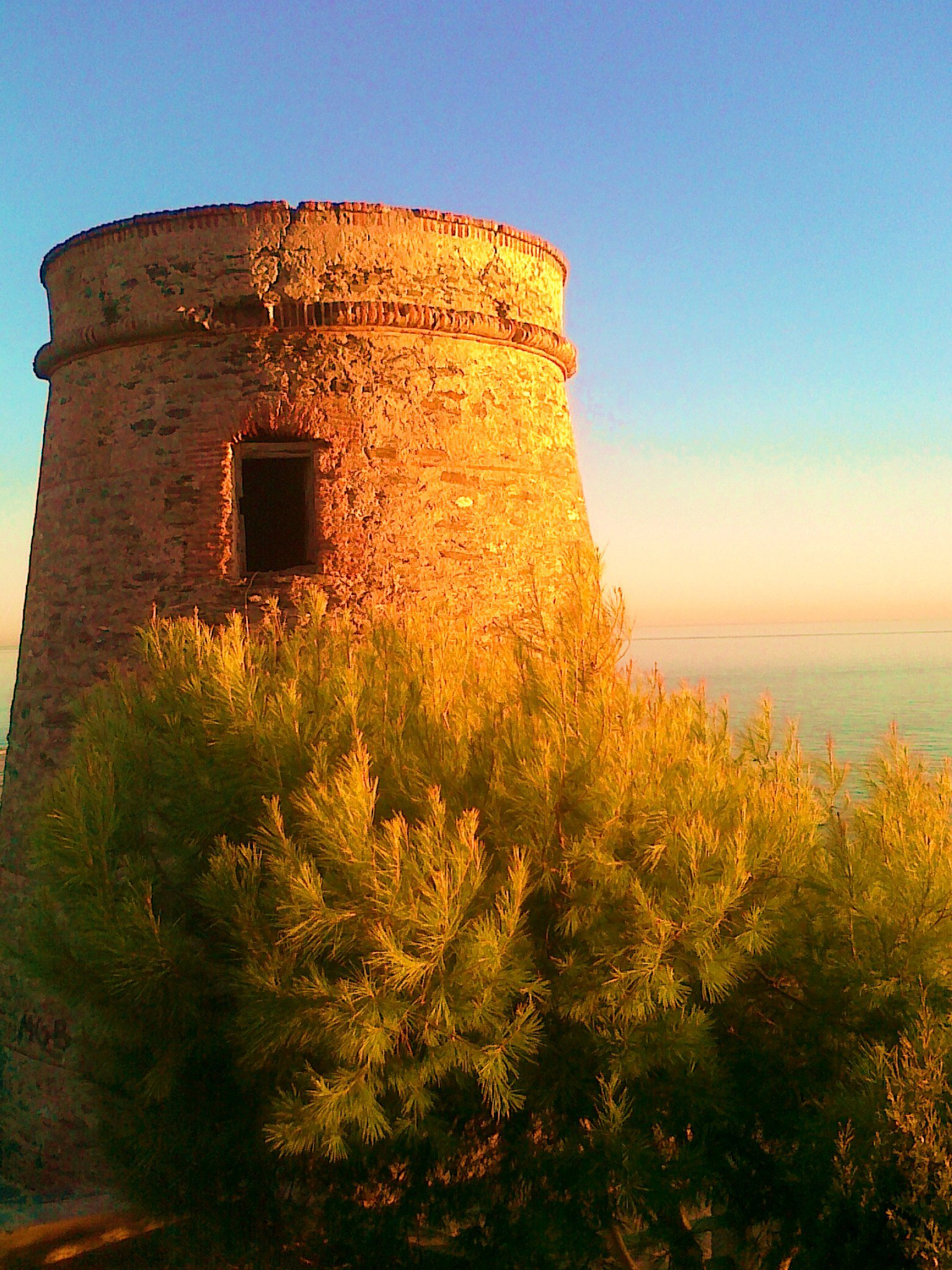
Tour de défense de la Rabita

### Géologie
La fenêtre tectonique d'Albuñol, dans le complexe de l'Alpujarride, est connue depuis le début du siècle dernier. En 2014, Galdeano et Garrido la décrivent en détail. Dans les environs de Lujar et Gádor, la série stratigraphique du Ladinien et du Carnien s'est déposée en formant une plate-forme peu profonde qui a été sujette à des instabilités tectoniques. Plusieurs épisodes y ont vu la formation de brèches et des effondrements, épisodes qui peuvent être corrélés avec ceux des sierras de Lujar (es) et de Gador, et correspondent aux débuts du processus de rifting (formation de fosse d'effondrement) qui a affecté la partie occidentale de la Téthys.

Au nord-nord-est du bourg d'Albuñol, apparaissent des brèches carbonatées (rauhwackes) incluant aussi d’autres types de roches ; elles sont probablement liées au processus de superposition tectonique local. 

La structure interne de la fenêtre est simple : c'est essentiellement un pli doux Est-Ouest sur environ 1 km, auquel se rapportent d'autres plis plus petits.

## Histoire

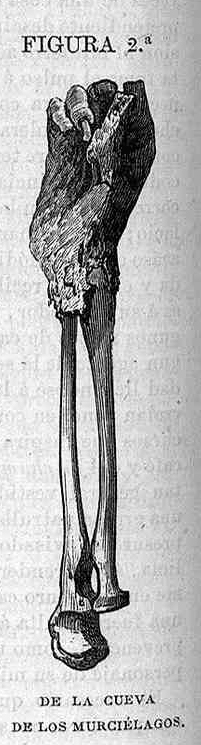
M. de Góngora, 1870. Musée archéologique national de Madrid

La grotte des Chauves-souris (Cueva de los Murciélagos, à ne pas confondre avec la grotte des Chauves-souris (es) sur Zuheros dans le sud de la province de Cordoue) a déjà été fouillée dès avant 1868 par Manuel de Góngora y Martínez (es),

Grotte des Chauves-souris
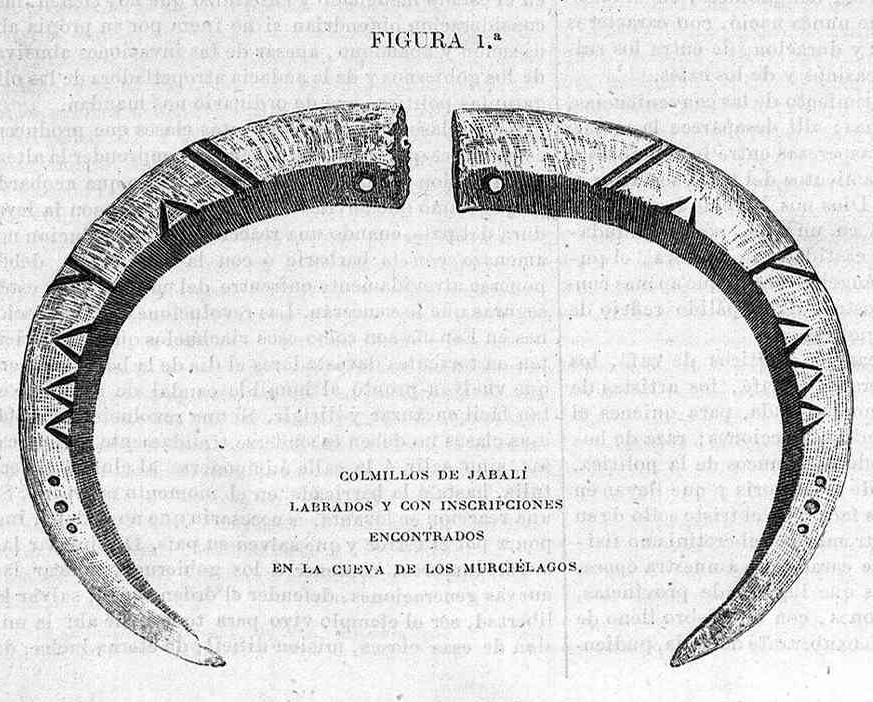
centrer|Défenses de sanglier gravées de décorations et d'écriture. M. de Góngora, 1870. Musée archéologique national de Madrid
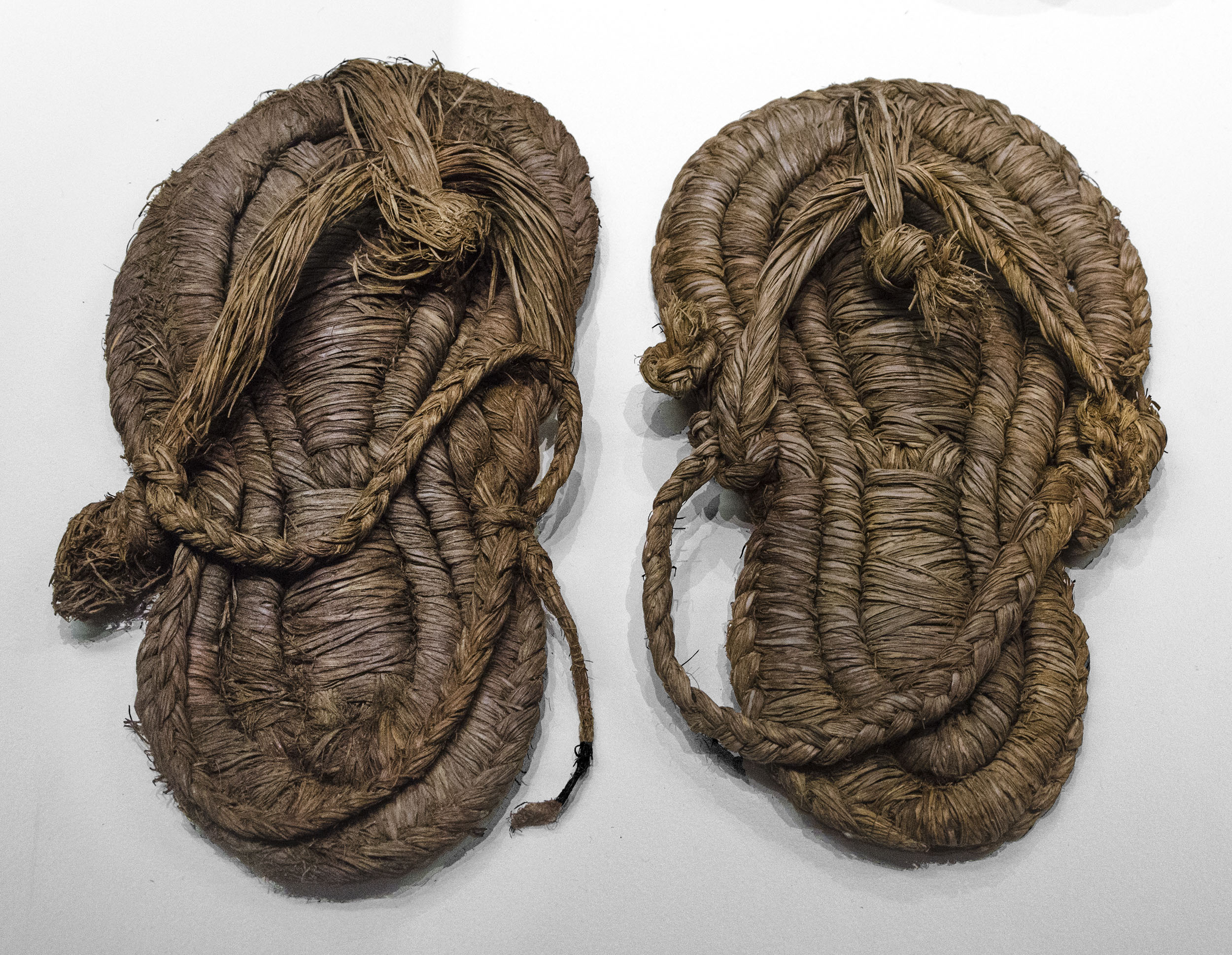
Sandales
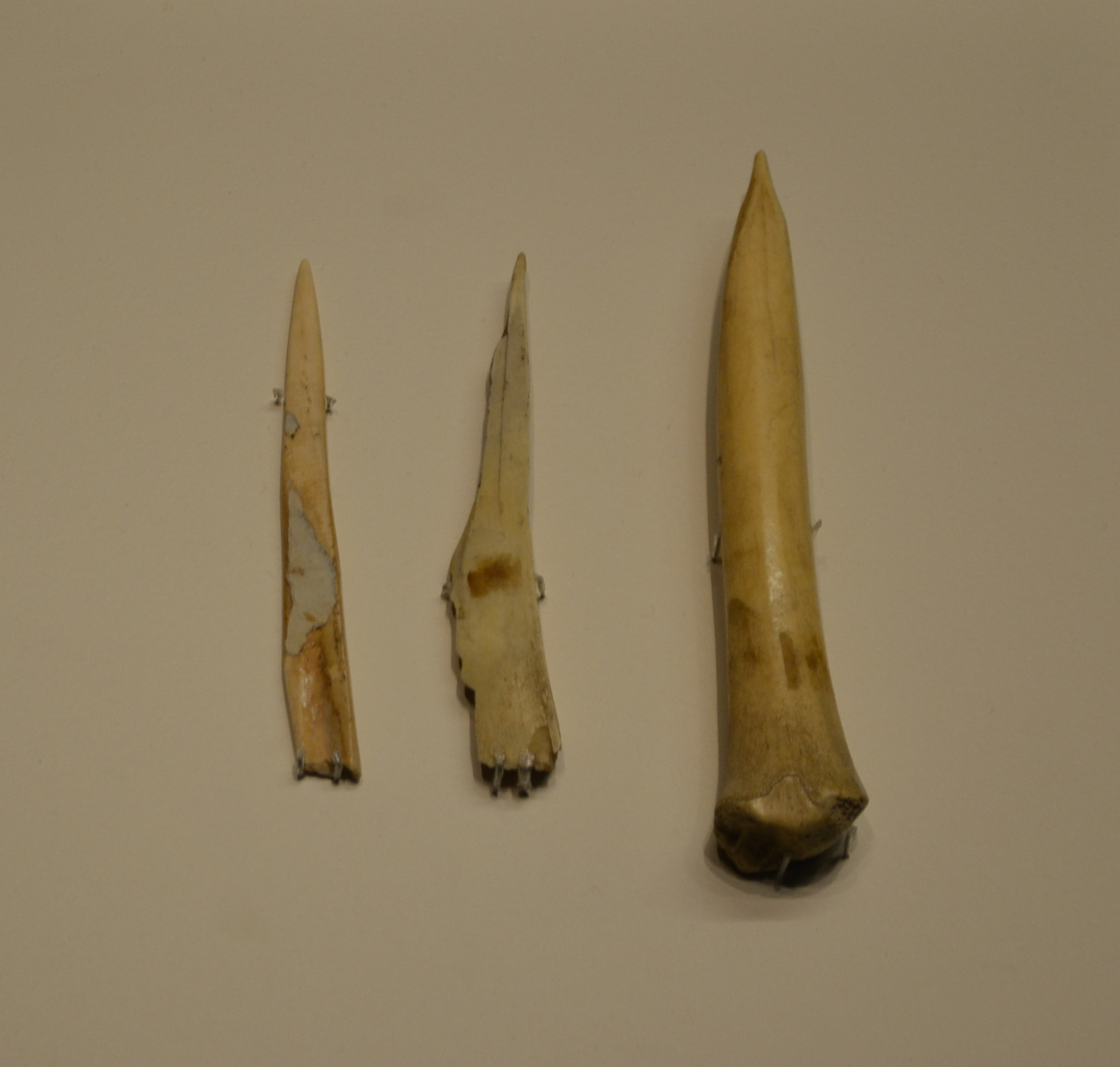
Poinçons en os
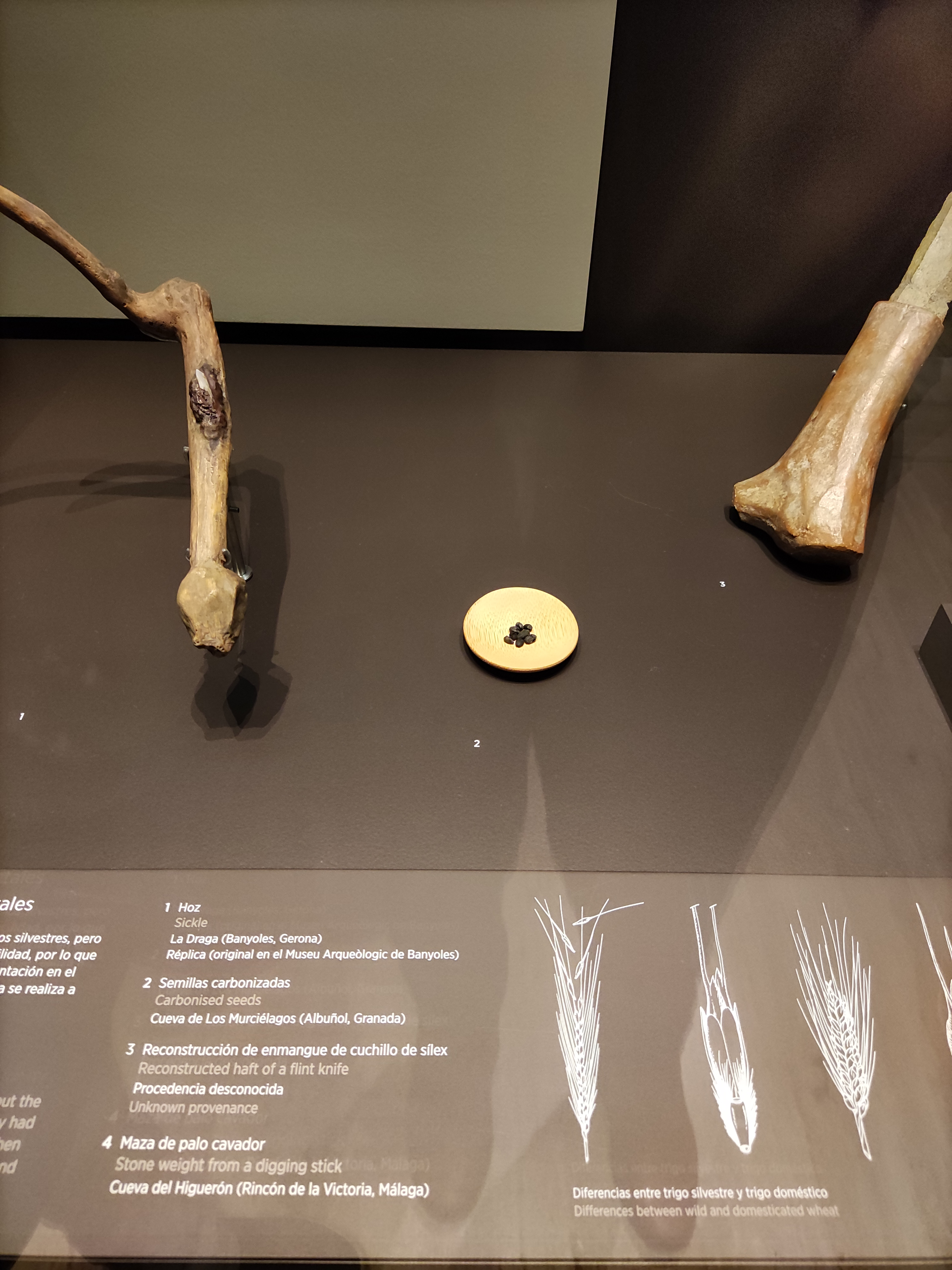
Grains carbonisés

## Démographie
| 1930  | 1940  | 1950  | 1960  | 1970  | 1981  | 1991  | 2001  | 2005  |
| ----- | ----- | ----- | ----- | ----- | ----- | ----- | ----- | ----- |
| 7 608 | 8 225 | 8 058 | 7 385 | 6 589 | 5 530 | 5 336 | 5 784 | 6 215 |

| 2007  | - | - | - | - | - | - | - | - |
| ----- | - | - | - | - | - | - | - | - |
| 6 190 | - | - | - | - | - | - | - | - |

## Économie
Le travail de la terre
Dans l'Alpujarra, les terres cultivées représentent plus de 35% de l'occupation des sols. Les terres consacrées aux pâturages permanents et aux espèces forestières sont très réduites ; la culture la plus répandue est de loin le fruitier.
Vin de pays Contraviesa-Alpujarra
Cette petite région est aussi celle de l'appellation « vin de pays » (es) (Vino de la Tierra) Contraviesa-Alpujarra – une appellation remplacée en 2009 par « Cumbres del Guadalfeo » (es),. Elle fait partie d'une région viticole plus prisée qu'un simple vin de pays : le « vin de Grenade » (es), une denominación de origen protegida, équivalent espagnol de l'AOP française. 

Cependant le vignoble y représente dans la plupart des cas un pourcentage inférieur à 5 % du total des terres cultivées ; seules deux communes, Albondón et Murtas, ont plus de 20% de leurs terres cultivées occupées par des vignes. Il faut aussi préciser que les organismes officiels ont bien du mal à déterminer les quantités de vin produites, essentiellement pour deux raisons : c'est surtout une production familiale souvent non déclarée, et c'est dans une zone économiquement déprimée. Ainsi les chiffres du Censo Agrario sont généralement (mais pas toujours) notablement inférieurs à ceux donnés par le Catastro Vitivinícola ou l'Anuario Estadístico de Andalucía, parfois dans des proportions variant de 1 à 5 et même plus.

## Personnalités liées
- Isabel María Schiaffino Portillo, (? - 1789),  commerçante et industrielle